# 私擬憲法
私擬憲法，是在日本明治時代的大日本帝國憲法公布前，由民間進行檢討而自行寫成的憲法草案。現時知道存在了60個版本．最早的私擬憲法，是由青木周藏於1872年起草的「大日本政規」。隨著國會開設運動進入白熱化，認識到憲法的必要性。在1880年國會期成同盟中，決議了帶來憲法草案。故在1881年，出現了許多憲法草案。內容多樣化，當中有承認抵抗權，革命權；也有主張人民主權及議院內閣制的。

## 主要的私擬憲法
- 大日本政規(青木周藏)
- 國憲意見(福地源一郎)
- 私擬憲法案(公詢社)
- 東洋大日本國國權案(植木枝盛)
- 日本憲法見込案(立志社)
- 五日市憲法